# Сен-Мішель Юнайтед (футбольний клуб)
Футбольний клуб Сен-Мішель Юнайтед або просто «Сен-Мішель Юнайтед» (англ. Saint Michel United Football Club) — сейшельський футбольний клуб з міста Ансе-о-Пін.

## Історія
Футбольний клуб «Сен-Мішель Юнайтед» був заснований в 1993 році в місті Ансе-о-Пін, хоча домашні матчі команда проводить в Роше Кайман. Клуб 13 разів перемагав у національному чемпіонаті і 19 разів перемагав у національних кубках.
На міжнародному рівні вони брали участь в 11 континентальних турнірах, в яких жодного разу так і не змогли вийти до другого раунду.

## Досягнення

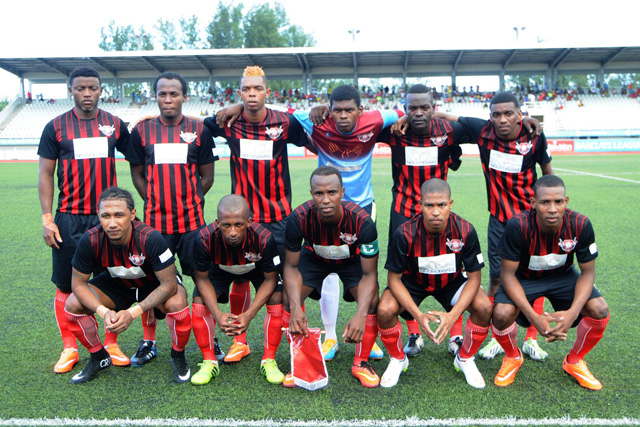
Гравці команди «Сен-Мішель Юнайтед» перед початком першого матчу з Мамелоді Сандаунз в попередньому раунді Ліги чемпіонів КАФ 2015 року

- Перший дивізіон
  -  Чемпіон (13): 1996, 1997, 1999, 2000, 2002 (розділили), 2003, 2007, 2008, 2010, 2011, 2012, 2014, 2015
  -  Срібний призер (6): 1995, 1998, 2001, 2002, 2006, 2009
  -  Бронзовий призер (1): 2013

- Кубок Сейшельських Островів
  -  Володар (10): 1997, 1998, 2001, 2006, 2007, 2008, 2009, 2010, 2011, 2013

- Кубок Ліги Сейшельських Островів
  -  Володар (4): 2004, 2008, 2009, 2010

- Кубок Президента Сейшельських Островів
  -  Володар (8): 1996, 1997, 1998, 2000, 2001, 2006, 2007, 2009

## Статистика виступів на континентальних турнірах
| Сезон | Турнір                     | Раунд      | Клуб                | Вдома | На виїзді | Загальний      |
| ----- | -------------------------- | ---------- | ------------------- | ----- | --------- | -------------- |
| 1997  | Ліга чемпіонів КАФ         | Попередній | БВФ                 | 1-2   | 0-3       | 1-5            |
| 1998  | Ліга чемпіонів КАФ         | Попередній | ФК «Ефіопська кава» | 1-0   | 0-8       | 1-8            |
| 1999  | Кубок володарів кубків КАФ | Попередній | Файр Брігейд        | 2-2   | 2-2       | 4-4 (3-2 пен.) |
| 1999  | Кубок володарів кубків КАФ | 1          | Павер Дайнамос      | 2-1   | 1-6       | 3-7            |
| 2000  | Ліга чемпіонів КАФ         | Попередній | АС ді Вакоас-Фенікс | 1-1   | 2-1       | 3-2            |
| 2000  | Ліга чемпіонів КАФ         | 1          | Горці               | 0-1   | 0-2       | 0-3            |
| 2001  | Ліга чемпіонів КАФ         | Попередній | Фортіор             | 3-1   | 0-0       | 3-1            |
| 2001  | Ліга чемпіонів КАФ         | 1          | Марсуінс            | 2-1   | 2-3       | 4-4 (г.в.)     |
| 2001  | Ліга чемпіонів КАФ         | 2          | Аль-Аглі            | 0-1   | 0-5       | 0-6            |
| 2002  | Кубок володарів кубків КАФ | 1          | Шабаньє Майн        | 3-0   | 0-1       | 3-1            |
| 2002  | Кубок володарів кубків КАФ | 2          | Віта (Кіншаса)      | 1-2   | 0-1       | 1-3            |
| 2003  | Кубок КАФ                  | 1          | ДСА (Антананаріву)  | 1-0   | 0-0       | 1-0            |
| 2003  | Кубок КАФ                  | 2          | Зелені Буйволи      | 1-2   | 0-5       | 1-7            |
| 2004  | Ліга чемпіонів КАФ         | Попередній | Екоредіфарм         | 0-0   | 2-0       | 2-0            |
| 2004  | Ліга чемпіонів КАФ         | 1          | Орландо Пайретс     | 2-3   | 1-5       | 3-8            |
| 2007  | Кубок конфедерації КАФ     | Попередній | Сен-Палойз          | 2-1   | 0-1       | 2-2 (г.в.)     |
| 2008  | Ліга чемпіонів КАФ         | Попередній | ЮС Стад Тампонайсс  | 1-3   | 0-1       | 1-4            |
| 2011  | Ліга чемпіонів КАФ         | Попередній | Молоді Буйволи      | 2-1   | 0-3       | 2-4            |
| 2013  | Ліга чемпіонів КАФ         | Попередній | Таскер              | 1-4   | 0-3       | 1-7            |
| 2014  | Кубок конфедерації КАФ     | Попередній | АССМ Ельгеку Плюс   | 2-1   | 1-2       | 3-3 (7-6 пен.) |
| 2014  | Кубок конфедерації КАФ     | 1          | Хау Майн            | 3-1   | 1-5       | 4-6            |
| 2015  | Ліга чемпіонів КАФ         | Попередній | Мамелоді Сандаунз   | 1-1   | 0-3       | 1-4            |
| 2016  | Ліга чемпіонів КАФ         | Попередній | Сент-Джордж         | 1-1   | 0-3       | 1-4            |